# 浣笔泉遗址
浣笔泉遗址位于山东省济宁市任城区阜桥街道、浣笔泉路南段。是一处与李白传说相关的亭院式建筑。
相传唐朝开元年间，李白寓居兖州任城县（今济宁市）时，曾在此泉浣笔，故称“浣笔泉”。明朝嘉靖五年（1526年），主事白旆在浣笔泉筑亭。万历六年（1578年），泉池旁立碑，书“浣笔泉”三字。万历二十六年（1598年），增建北堂三楹，西池用石栏环绕，浚泉凿池，在泉上建方亭，名“墨华亭”，即济宁古八景之一的“墨华泉碧”。清朝乾隆五十六年（1791年），增建“二贤祠”，立李白、贺知章像。1938年，日军侵占济宁后，建筑遭破坏。
1981年，济宁市人民府拨款修复浣笔泉。1985年4月，以浣笔泉遗址（名胜）之名列入第一批济宁市文物保护单位，类别为古遗址，时代为明、清，编号：5，市直5。2013年10月，以浣笔泉遗址之名，列入第四批山东省文物保护单位，分类为大运河，编号：5684-568-6-011。其它资料显示，2013年3月时，已以浣笔泉遗址之名列为第七批全国重点文物保护单位——大运河在山东省济宁市的子项:33。2022年时，已立有全国重点文物保护单位的石碑。
2022年5月18日，时值第46个国际博物馆日，完成环境整治的浣笔泉遗址正式向公众免费开放。